# Torkel Halvorsen Aschehoug

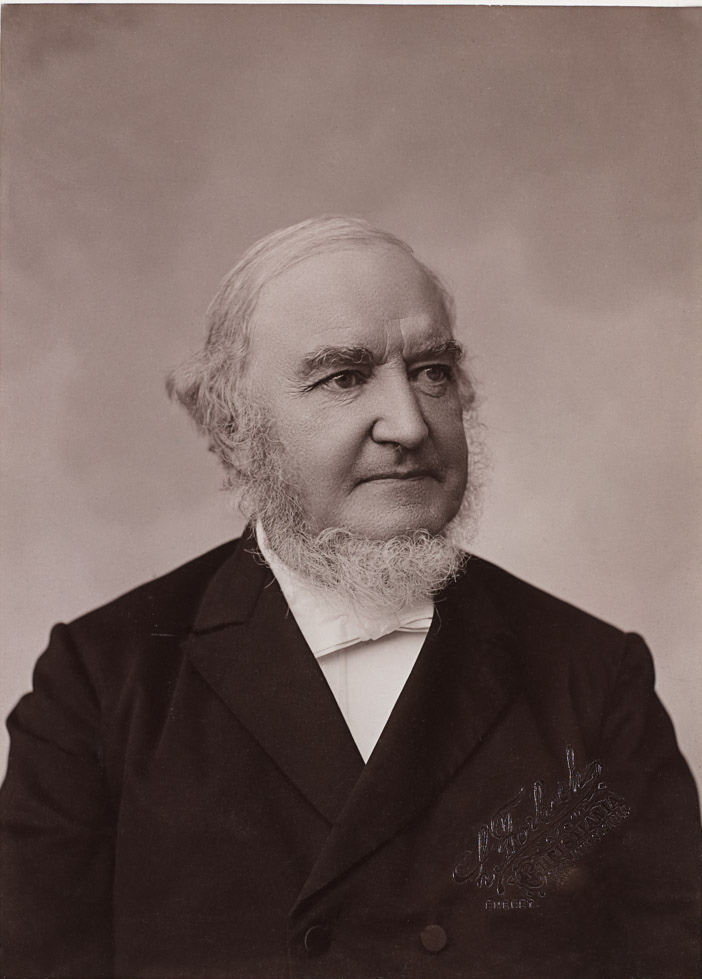
Torkel Halvorsen Aschehoug

Torkel Halvorsen Aschehoug (* 27. Juni 1822 in Idd (jetzt Halden); † 20. Januar 1909 in Kristiania) war ein norwegischer Jurist, Sozialökonom, Historiker und Politiker. Er war der Typus des Professorenpolitikers der damaligen Zeit.

## Familie und Jugend
Seine Eltern waren: Der Pfarrer Halvor Thorkildsen Aschehoug (1786–1829) und dessen Frau Anne Christine Darre (1799–1885). In erster Ehe heiratete er 1849 seine Kusine Anne Catharine Marie Aschehoug (1822–1854), Tochter des Pfarrers Johan Aschehoug (1795–1867), dem Bruder von Halvor Thorkildsen Aschehoug, und dessen Frau Marthe Elisabeth Joys (1799–1863). In zweiter Ehe heiratete er 1856 die Schwester seiner ersten Frau Johanne Bolette Aschehoug (1832–1904).
Aschehoug wuchs in einer Pfarrersfamilie auf. Vater und Großvater waren Pfarrer und auch Stortingsabgeordnete. Nach dem Tod seines Vaters wohnte er bei seinem Großvater. 1839 bestand er das Examen artium. Er studierte Rechtswissenschaft an der Universität Christiania und wurde 1844 cand. jur. Im Laufe seines Studiums stieß er zum Intellektuellenzirkel Intelligensen um Anton Martin Schweigaard. Während seiner gesamten Karriere gehörte er zur akademischen und politischen Elite.

## Der Politiker
Er trat frühzeitig in die Politik ein und gehörte zur Partei Høyre. Er war auch 20 Jahre lang von 1847 bis 1868 zentraler Mitarbeiter der Zeitung Morgenbladet. Wie viele Intellektuelle seiner Zeit war er Mitglied von Det skandinaviske selskap. Als leitendes Mitglied des zweiten Unionsausschusses (1865–1867) war er als Anhänger des Skandinavismus wesentlich am Entwurf für einen neuen Unionsvertrag zwischen Norwegen und Schweden beteiligt. Der Entwurf sollte Norwegen einerseits eine gleichwertige Stellung zu Schweden innerhalb der Union sichern, andererseits die ökonomischen und politischen Bande enger verbinden. Doch der Entwurf wurde nicht angenommen, weil die politische Öffentlichkeit darin eine Schwächung der norwegischen Selbständigkeit innerhalb der Union sah.
1868 wurde Aschehoug Abgeordneter im Storting. Er nahm an allen Sitzungen bis 1882 teil. Sein Programm war an die Politik der Regierung geknüpft: Reformpolitik im Rahmen der Verfassung. Er arbeitete eng mit Frederik Stang zusammen. Nach Schweigaards Tod sahen viele in ihm den richtigen Nachfolger. Aber die Erwartungen verwirklichten sich nicht. Er zeigte in seiner Stortingsarbeit zwar umfassende Kenntnisse, verfügte aber nicht über Schweigaards unbestrittene Autorität.

## Universitätslaufbahn
1852 wurde er Lektor an der juristischen Fakultät. 1862 wurde er Professor. Nach dem Tode Schweigaards 1870 übernahm er auch die Volkswirtschaftslehre und Statistik. Sein juristischer Schwerpunkt war das öffentliche Recht. Aber er befasste sich auch mit Erbrecht und Steuerrecht. Ab 1863 war er häufig außerordentlicher Richter am Obersten Gerichtshof. So gewann er Erfahrung im Geschäftsablauf und in der Praxis dieses Gerichts. Schon als Lektor las Aschehoug 1852 über „Fædrelandets offentlige Ret“ (Das öffentliche Recht des Vaterlandes).

## Wissenschaftliche Arbeit
Im Alter von 23 Jahren gab Aschehoug sein erstes Buch Indledning til den norske Retsvidenskab heraus. Hier gab er erstmals eine Übersicht über das norwegische Rechtssystem. Wichtig war dabei, dass er die Bedeutung der Verfassung für die normale Gesetzgebung herausarbeitete und eine Lehre der Gesetzesauslegung entwickelte. Er war auch der erste in der norwegischen Rechtstheorie, der die Sicht der deutschen „Historischen Schule“ auf das Wesen des Rechts vorstellte. Die historische Sicht auf das Recht blieb für seine wissenschaftliche Arbeit bestimmend.
Bis in die Mitte der 50er Jahre stand die Erforschung der Gesellschaft und die Sozialpolitik im Zentrum von Aschehougs Interesse. Er wollte die ökonomischen Theorien für das praktische Leben fruchtbar machen, zum Beispiel in der Behandlung des Verhältnisses zwischen Staat und Individuum und der Armen-Problematik. Im Übrigen sah er das Fundament des Rechts im Naturrecht. Studienreisen bestärkten ihn in der Auffassung der Volkswirtschaftslehre als Erfahrungswissenschaft. Zurück in Norwegen befasste er sich weiter mit der Volkswirtschaftslehre und Statistik. Er wurde 1850 Mitglied der Kommission „Husmanns-Wesen“ und 1853 der Kommission für das Armen-Wesen auf dem Lande. Sein Beitrag bestand zum großen Teil darin, statistisch gesicherte Daten für die Gesetzgebung auf diesen Gebieten bereitzustellen. Er sah das Wirtschaftswachstum als Werkzeug zur Lösung sozialer Probleme an.
Ab 1873 publizierte er in fortlaufenden Heften sein juristisches Hauptwerk, Norges nuværende Statsforfatning (Norwegens gegenwärtige Staatsverfassung). Es erschien anschließend in drei Bänden (1875–1885). Dabei baute er auf einer pluralistischen Rechtsquellenlehre auf: Der Verfassungstext war nur der Ausgangspunkt für die Bestimmung des geltenden Staatsrechtes. Es musste aus der Geschichte der Verfassung und der Staats- und Rechtspraxis ergänzt werden, wobei auch die Rechtsvergleichung mit den staatsrechtlichen Problemlösungen anderer Länder einzubeziehen waren.
Aschehoug sah in einer unabhängigen Königsmacht und im beschränkten Wahlrecht einen zentralen Zug der norwegischen Verfassung. Aber in den 70er Jahren erkannte er, dass der Parlamentarismus und das allgemeine Wahlrecht kommen werde. Deshalb schlug er im Storting die Einführung eines Zweikammer-Systems als eine konservative Garantie und Begrenzung einer radikal demokratischen Regierungsform vor. Doch die norwegische politische Wirklichkeit ließ solche Reformen nicht zu. In der Kultur- und Wissenschaftspolitik war er liberal und trat für die Freiheit der Forschung ein. So verteidigte er die norwegischen Darwinisten und die volle Freiheit der Dichtung.
Seine politische Haltung im Storting schimmert auch in seiner Verfassungsauslegung durch, so, wenn er das konservative Verständnis der Machtverteilung in der Verfassung behandelt und dabei für das absolute Vetorecht des Königs eintritt. Eine viel diskutierte Frage ist, in welchem Maße er zur Lehre über das Recht der Gerichtsbarkeit, Beschlüsse des Stortings auf ihre Verfassungsmäßigkeit zu überprüfen, beigetragen hat. Immerhin hat er diese Lehre 1884 als konservatives Gegengewicht gegen den Verlust des königlichen Vetorechts entwickelt. Mit diesem Instrument konnte der konservativ besetzte Oberste Gerichtshof die Wirkungen einer unbegrenzten demokratischen Herrschaft des Stortings begrenzen.
An seine volkswirtschaftlichen und rechtswissenschaftlichen Forschungen knüpften auch seine historischen Arbeiten an. Er setzte sich für eine positive Bewertung der Zeit unter dänischer Herrschaft ein. Diese Arbeiten waren der Beginn einer allgemeinen Neuorientierung der norwegischen Geschichtsforschung in den 60er Jahren. Er arbeitete dabei im Wesentlichen empirisch und sah die Geschichtswissenschaft als eine Erforschung der Ursachenzusammenhänge in der Entwicklung einer ständig fortschreitenden Zivilisation. Dabei waren ihm schon früh die materiellen Verhältnisse in der Gesellschaft für diese Entwicklung wesentlich.
Sein historisches Hauptwerk war Statsforfatningen i Norge og Danmark indtil 1814 (Die Staatsverfassung in Norwegen und Dänemark bis 1814), das 1866 erschien. Das Werk enthält nicht nur die Verfassungsgeschichte, sondern auch die Gesellschaftsgeschichte. Gleichwohl hielt er das Buch für eine rechtswissenschaftliche Arbeit. Damit folgte er der deutschen rechtshistorischen Schule, die die Bedeutung der Rechtsgeschichte und den Kontext der Gesellschaft als Voraussetzung zum Verständnis des geltenden Rechts ansah. So begründete er auch die Aufsicht des Staates über die Kirche und deren Grenzen rechtsgeschichtlich: Der Staat habe seit der Reformation die Kirche beaufsichtigt, weil er den religiösen Gefühlen der Gesellschaft kollektiven Ausdruck verleihe, aber das lutherische Bekenntnis habe er selbst unter dem Absolutismus nicht verändern können, was aber unterschiedliche Strömungen nicht verhindere.
Er war auch vom englischen Ökonomen Alfred Marshall und von dem deutschen konservativen Reformisten Adolph Wagner, dem Hauptarchitekten von Bismarcks Wohlfahrtsstaat beeinflusst. Auf diese Einflüsse ist die frühe norwegische Sozialgesetzgebung und die Einführung der progressiven Besteuerung zurückzuführen.
Er hielt die stärkere Vereinigung von Dänemark mit Norwegen 1537 für notwendig, um Norwegen wirklich regieren zu können. Auch wenn die dänische Norwegenpolitik Mängel gehabt habe, so habe sie doch auf lange Sicht die Güter der Zivilisation nach Norwegen gebracht, wobei die Erzeugung von Rechtssicherheit ihr größtes Verdienst gewesen sei. Damit stand er in schroffem Gegensatz zu seinem Zeitgenossen und Kollegen Ernst Sars, der diese Zeit als „400-jährige Nacht“ bezeichnete, und weiteren Nationalisten, die die norwegische Gesellschaft an die alte Königszeit anknüpfen und die 400-jährige Geschichte als dänische Provinz überspringen wollten.
Ab Mitte der 80er Jahre bis zu seinem Tode stand die Sozialökonomie im Mittelpunkt seines Interesses. Bereits 1877 war dafür ein eigener Lehrstuhl eingerichtet worden, den er 1886 übernahm. Bereits 1883 wurde auf seine Initiative hin eine Statsøkonomisk forening (Volkswirtschaftliche Vereinigung) gegründet, deren Vorsitzender er bis 1903 war.
1887 entstand die Statsøkonomisk Tidsskrift (Zeitschrift für Volkswirtschaft), wo er 15 große Artikel veröffentlichte. Nach 1900 erschien sein sozialökonomisches Hauptwerk Socialøkonomik. Es behandelte in drei Bänden (der dritte Band in zwei Halbbänden; 1903–1908) die Ökonomie der menschlichen Gesellschaft. Darin werden Analysen der gesellschaftlichen Institutionen und Wirtschaftstheorien vorgestellt. Die historische Sicht ist dabei zentral und ist in die Darstellungen teils als Theoriegeschichte, teils als Wirtschaftsgeschichte, teils als Ereignisgeschichte eingearbeitet. Er wusste über die neuesten Theorien Bescheid und war an der Einführung der Theorie vom Grenznutzen nach der Österreichischen Schule in die norwegische Fachdiskussion beteiligt, die zuerst durch die Dissertation von Oskar Jæger über Adam Smith 1892, wo die Grenznutzentheorie beschrieben wurde, in Norwegen bekannt gemacht wurde.
Aschehoug wurde 1890 in die Königlich Schwedische Akademie der Wissenschaften aufgenommen und erhielt 1895 den Sankt-Olav-Orden (Großkreuz). Die Universität Lund zeichnete ihn 1868, die Albertus-Universität Königsberg 1892 mit der Ehrendoktorwürde aus. 1908 erhielt er Norwegens höchste zivile Auszeichnung, die Borgerdådsmedaille in Gold. Nach ihm wurde der Professor Aschehougs plass in Oslo benannt.

## Werke
- Indledning til den norske Retsvidenskab. (Einführung in die norwegische Rechtswissenschaft) 1845.
- Norges offentlige Ret. Første Afdeling. Statsforfatningen i Norge og Danmark indtil 1814. (Norwegens öffentliches Recht. Erste Abteilung. Staatsverfassung von Norwegen und Dänemark bis 1814). 1866
- Om Unionskomiteens Udkast til en Foreningsakt. (Über den Entwurf des Unionsausschusses für einen Einigungsvertrag). 1870
- Norges offentlige Ret. Anden Afdeling. Norges nuværende Statsforfatning (Norwegens öffentliches Recht. Zweite Abteilung. Norwegens gegenwärtige Verfassung) (3 Bände. 1874–1885; 2. Ausgabe 1891–1893)
- Nordisk retsencyklopædi (Norwegens Rechtsenzyklopädie) (zusammen mit Karl Johan Berg und Andreas Frederik Krieger). 5 Bände, Kopenhagen 1885–1899; in Band 1 (1885): „Den nordiske Statsret“ (das skandinavische Staatsrecht)
- Statistiske Studier over Folkemænge og Jordbrug i Norges Landdistrikter i det syttende og attende Aarhundrede (Statistische Studien über Bevölkerungszahl und Landwirtschaft in Norwegens ländlichen Bezirken im 17. und 18. Jahrhundert). 1890
- De norske Communers Retsforfatning før 1837. (Die Rechtsverfassung der norwegischen Kommunen vor 1837). 1897
- Socialøkonomik. En videnskabelig Fremstilling af det menneskelige Samfunds økonomiske Virksomhed. (Sozialökonomie. Eine wissenschaftliche Darstellung der ökonomischen Verhältnisse der menschlichen Gesellschaft) 3 Bände in 4 Büchern, 1903–1908 (2. Ausgabe von Band 3: 1910)